# Immortalized (альбом Spice 1)
Immortalized — шостий студійний альбом американського репера Spice 1, виданий 12 жовтня 1999 р. лейблом Jive Records. Виконавчі продюсери: Скотт Ґордон, Spice 1. Бек-вокал на «Can I Hit It?»: Данеша Саймон, на «Killerfornia» й «Gone with the Wind»: Черель Форт'є.
«Suckas Do What They Can (Real Playaz)» — одна з останніх гостьових появ у житті Роджера Трутмена, котрого застрелили 25 квітня 1999. Продюсери: Рік Рок (№ 2-4, 6, 8, 9, 12, 15, 17, 20), Grand Exultant (№ 9), Кірк Крамплер (№ 10, 14, 18), Дейв Міз та Мо Бенжамін (№ 13), Тоні Гермон (№ 21).

## Список пісень
1. «Intro Skit» — 0:33
2. «What the Fuck?» (з участю Noreaga) — 3:20
3. «Thug Poetry» (з участю Saafir) — 4:40
4. «Suckas Do What They Can (Real Playaz)» (з участю Roger Troutman, Too Short та Yukmouth) — 5:28
5. «U Can't Fade Me Skit» — 0:43
6. «U Can't Fade Me» — 4:40
7. «Club Skit» — 0:55
8. «Can I Hit It?» — 5:00
9. «High Powered» — 4:13
10. «Killerfornia» — 5:15
11. «News Flash Skit» — 0:51
12. «Gone with the Wind» — 5:15
13. «Too Deep in the Game» (з участю Spook Thee Man) — 4:41
14. «Make Sure They Bleed» — 3:59
15. «Ride fo' Mine» (з участю Half a Mill та Ike Dirty) — 4:40
16. «Street Skit» — 0:45
17. «Immortalized» — 4:44
18. «Fuck the World» (за участі Den Fen з 187 Fac та Young Kyoz) — 3:17
19. «Droopy Skit» — 0:16
20. «187 Proof (2 Thougin')» — 3:11
21. «Ride wit' Me» — 4:18

## Чартові позиції
| Чарт (1999)               | Найвища позиція |
| ------------------------- | --------------- |
| США                       | 111             |
| US Top R&B/Hip-Hop Albums | 30              |